# Mario Cavallari
Mario Cavallari (Portomaggiore, 13 dicembre 1878 – Bologna, 16 luglio 1960) è stato un avvocato, politico e antifascista italiano.

## Biografia
Mario Cavallari conseguì il diploma di laurea in giurisprudenza nell'ateneo bolognese poi tornò nella natale Portomaggiore ed aderì al Partito Socialista Italiano diventando consigliere comunale. 
Venne eletto deputato nella XXIV legislatura del Regno d'Italia nel 1913.
Si arruolò volontario per partecipare alla prima guerra mondiale e in quell'occasione, come avvocato, difese alcuni militari in un processo davanti al Tribunale militare.
Alla fine del conflitto, tornato a Ferrara, prese le difese di alcuni antifascisti accusati per i fatti avvenuti il 20 dicembre 1920, presso il castello Estense.
In seguito venne più volte attaccato dai fascisti e si allontanò dalle attività pubbliche sino all'8 settembre 1943, quando tenne un comizio in città. Fu arrestato ma sopravvisse, e tornò a Ferrara ad avvenuta Liberazione. Il CLN lo nominò suo presidente. In quel periodo ricevette una lettera dal vecchio amico Renzo Ravenna, ex podestà cittadino, ebreo e perseguitato pure lui dai fascisti. Ravenna si confidò raccontando del suo amore per la città di Ferrara e della situazione nella quale si trovava.
Venne candidato alla Camera nelle elezioni del 1948 ma non fu eletto e si ritirò poi definitivamente dall'attività politica pur rimanendo sempre legato all'ambiente socialista.